# Camillo Guerra (ingegnere)
Camillo Guerra (Napoli, 15 gennaio 1889 – Napoli, 1960) è stato un ingegnere e architetto italiano.

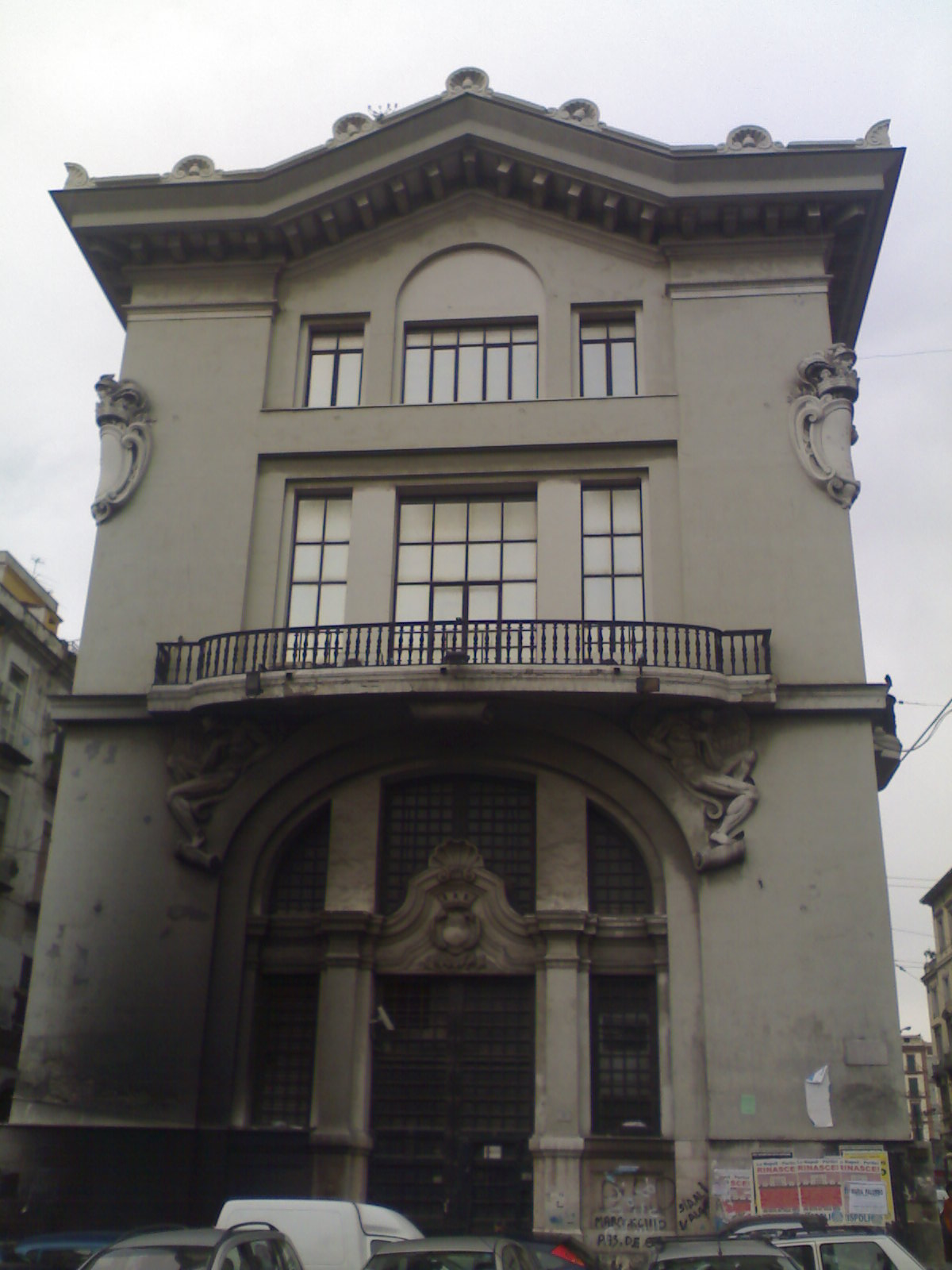
Il palazzo dei Telefoni in corso Garibaldi.

La sua opera si caratterizza per essere stata influenzata dall'eclettismo, appreso soprattutto per via paterna. L'eclettismo si rinviene soprattutto nei lavori giovanili dell'ingegnere napoletano, da cui però si è progressivamente allontanato adottando in dosi sempre maggiori uno stile razionalista.
Guerra, oltre ad essere stato uno dei più grandi architetti napoletani del XX secolo, è noto anche per essere stato uno dei pionieri dell'utilizzo del calcestruzzo armato in Italia, anche per i suoi ridotti costi e praticità.

## Biografia
Figlio dell'architetto Alfonso Guerra, Camillo si laurea come il padre in ingegneria nell'anno 1912.

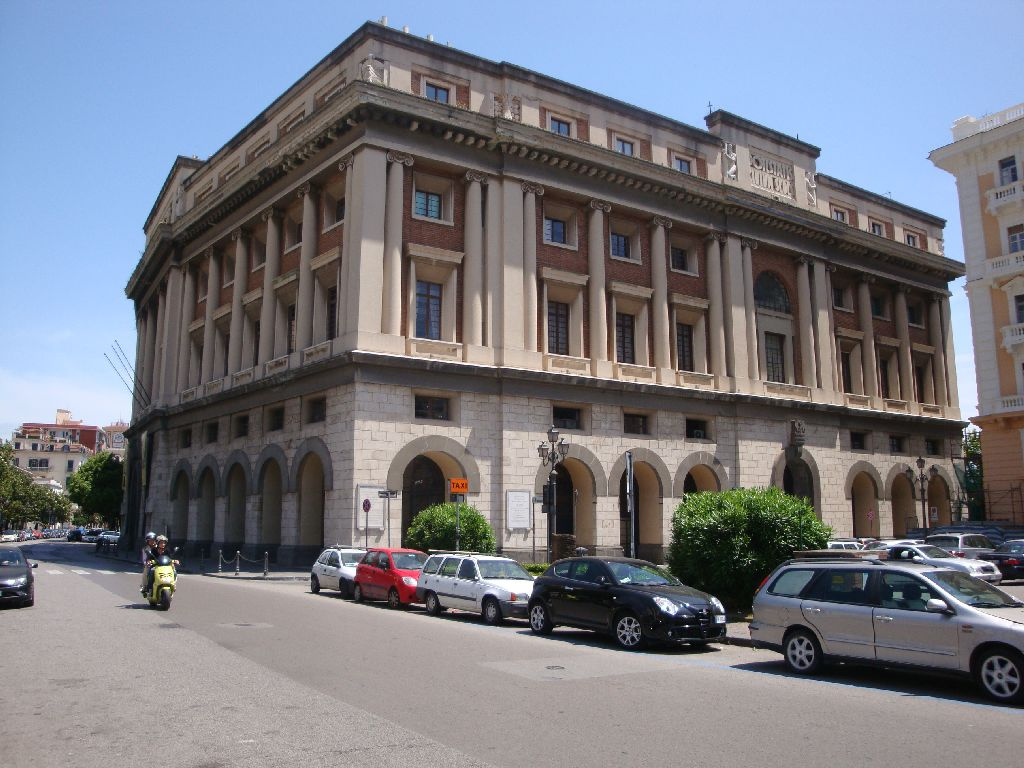
Il Municipio di Salerno

Nel 1919, sostenuto da illustri intellettuali napoletani tra cui Croce, salva dall'abbattimento il Mausoleo Schilizzi, opera del padre, proponendone la riconversione in monumento ai caduti della prima guerra. Nella susseguente opera di completamento si occuperà delle coperture realizzandole in calcestruzzo armato e non in legno e metallo come prevedeva il progetto originario; si occupò anche delle decorazioni interne ed esterne.
Nel 1920 riceve, in qualità di ingegnere del Genio Civile, l'incarico dei tre palazzi dei telefoni a Napoli (Piazza Nolana, Via Depretis, Via Crispi).
Negli anni venti progetta anche altri edifici come il Palazzo dell'Arte nella Villa Comunale a Napoli (un padiglione espositivo il cui progetto fu realizzato nell'arco di un anno, il 1923), a Salerno il Palazzo di Città e lo stadio Donato Vestuti.
Durante il periodo fascista è uno dei progettisti che curarono i progetti di bonifica del rione San Giuseppe con la progettazione di un imponente palazzo: la Casa del Mutilato. L'opera, voluta dall'Associazione Nazionale Mutilati e Invalidi di Guerra, è posta in un isolato angolare di modeste dimensioni tra via Guantai Nuovi, via Diaz e Piazza Matteotti. Altri progetti di rilievo architettonico del periodo sono il vecchio Istituto Nazionale dei Motori a Fuorigrotta, la sede dell'O.N.D di Chieti del 1934 e l'isolato abitativo delle Manifatture Cotoniere Meridionali in via Don Bosco, risalente al 1938.
Nel dopoguerra ricostruisce il suo Palazzo dei Telefoni in via Depretis, distrutto da un bombardamento, seguendo i nuovi stilemi già adoperati per la casa del Mutilato.
Guerra divenne anche professore in varie facoltà di Ingegneria nelle seguenti città: Pisa (1935) e Torino (1936) come professore straordinario e poi a Bologna (1938) e a Napoli; in quest'ultima città divenne anche direttore della Facoltà d'Ingegneria in Via Paladino con cattedra in Architettura Tecnica e di Architettura e Composizione Architettonica e resse la direzione dell'Istituto di Architettura Tecnica e Composizione Architettonica dal 1º novembre 1938 al 31 ottobre 1959.
Il figlio di Camillo, Guido Guerra, deceduto il 18 maggio 2011, fu un professore e direttore dal 1º novembre 1968 al 31 ottobre 1993 dell'Istituto di Costruzioni Edili della Facoltà d'Ingegneria dell'Università degli Studi di Napoli Federico II.

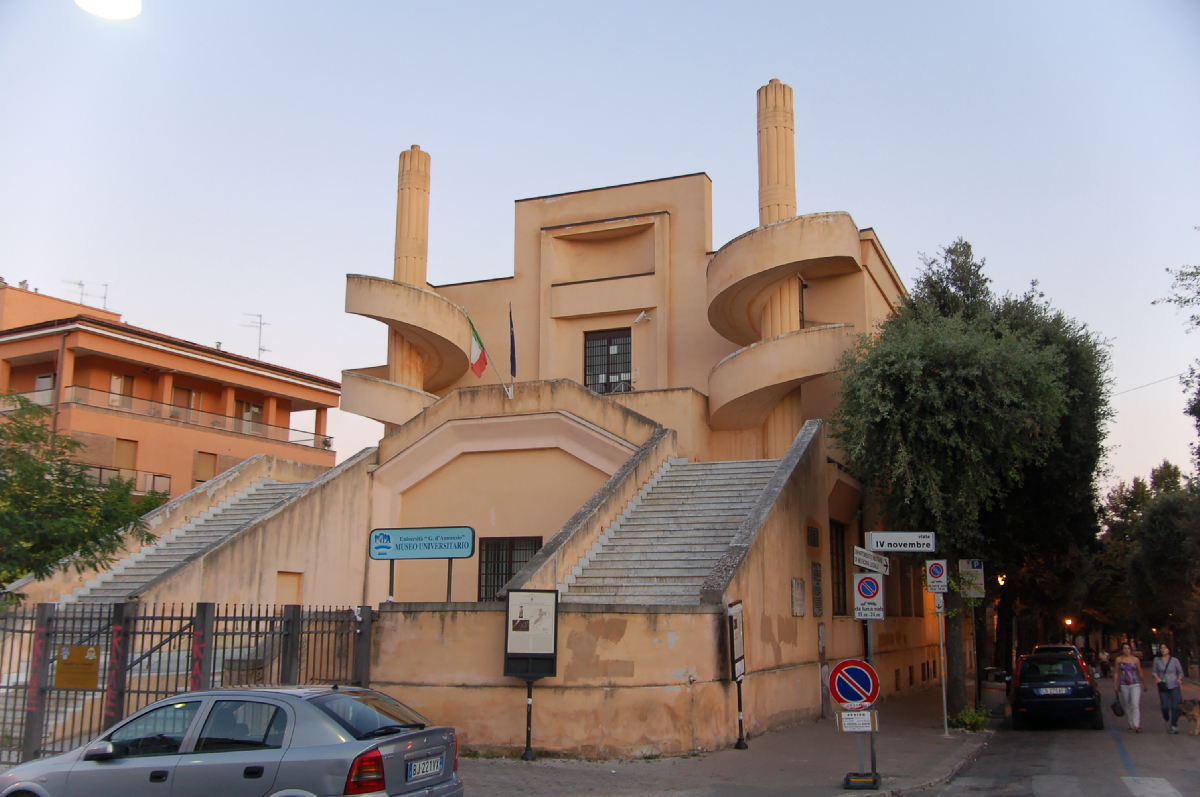
Ex Opera Nazionale Dopolavoro di Chieti (1934), ora Museo universitario di scienze biomediche dell'Università Gabriele d'Annunzio.

Fu attivo anche a Chieti in Abruzzo, dove realizzò nel 1930 il palazzo della Camera di Commercio in stile eclettico neomedievale, nel 1934 l'Opera Nazionale Dopolavoro, attuale Museo universitario di scienze, dallo stile chiaramente littorio, nel 1935-36 realizzò il Villaggio del Fanciullo sotto la villa comunale di Chieti, e in collaborazione con l'ingegnere Barra Caracciolo la nuova sede della Biblioteca provinciale "Angelo Camillo De Meis" a Chieti, con la torre littoria (1947).